# Jerrod Carmichael
Jerrod Carmichael (Winston-Salem, 22 juni 1987) is een Amerikaanse stand-upcomedian, acteur en scenarist. Hij is de bedenker en hoofdrolspeler van de sitcom The Carmichael Show (2015–2017).

## Biografie
Jerrod Carmichael werd geboren in Winston-Salem (North Carolina) als de zoon van Cynthia, een secretaresse, en Joe Carmichael, een vrachtwagenchauffeur. Hij heeft een oudere broer, Joe jr., en studeerde in 2005 af aan Robert B. Glenn High School in Kernersville. 
Drie jaar later verhuisde Carmichael naar Los Angeles om een carrière als stand-upcomedian op te bouwen. Hij trad in verscheidene comedyclubs op en nam ook deel aan het festival Just for Laughs in Canada. In 2014 trad hij op in The Comedy Store in West Hollywood. Zijn optreden werd gefilmd door regisseur Spike Lee en uitgebracht als de HBO-special Jerrod Carmichael: Love at the Store.
In 2014 vertolkte Carmichael ook een bijrol in de komedie Bad Neighbours. Een jaar later kreeg hij op NBC met The Carmichael Show zijn eigen sitcom. De tv-serie liep drie seizoenen.
In 2017 was hij ook te zien in videoclip van het nummer "Moonlight" van rapper Jay-Z. De clip is grotendeels een parodie op Friends. De populaire sitcom wordt in de clip vertolkt door een volledig zwarte cast, en met Carmichael als het personage Ross.

## Filmografie

### Films
- Bad Neighbours (2013)
- The Meddler (2015)
- Neighbours 2: Sorority Rising (2016)
- The Disaster Artist (2017)
- Transformers: The Last Knight (2017)
- Ferdinand (2017) (stem)
- Mid90s (2018)
- On the Count of Three (2021)
- Poor Things (2023)

### Televisie
- The Goodwin Games (2013)
- Comedy Bang! Bang! (2013)
- Lucas Bros Moving Co. (2014–2015)
- The Carmichael Show (2015–2017)